# Andreas Dudith
Andreas Dudith (en croate : Andrija Dudić Orehovički), également András Dudith Sbardellat de Orechowic, Andreas Dudithius, est un noble hongrois d'origine croate et italienne, évêque, humaniste, diplomate et réformateur protestant du Royaume de Hongrie, né à Buda le 5 février 1533, et mort à Wrocław le 22 février 1589 .

## Biographie
Dudith est née à Buda, capitale du Royaume de Hongrie, dans une famille noble hongroise d'origine croate. Son père, Jeromos Dudits était un noble hongrois d'origine croate, ruiné par l'avance des Ottomans, et , et de sa mère, Magdeleine Sbardellati, d'une famille noble vénitienne. Il a perdu son père très tôt et a été élevé par son oncle, Augustin Sbardelatti (1500-10 août 1552), évêque de Vác qui l'a élevé dans la religion catholique et qui est mort au cours de la bataille de Plášťovce (Palást) contre les Ottomans. Il a étudié à Wrocław, plusieurs années en Italie. Il a parcouru la France, l'Angleterre, les Pays-Bas et l'Allemagne. à Vienne, à Bruxelles et à Paris.
Il se rend ensuite en 1560 à la cour de l'empereur Ferdinand Ier qui l'a fait entré dans son conseil et l'a nommé évêque de Knin (en), en Croatie, puis en 1562-1563 évêque de Szeged. Il est envoyé au Concile de Trente (1545-1563) par l'empereur et le clergé hongrois où il arrive le 9 janvier 1562. Conformément au souhait de Ferdinand Ier, il a demandé que les laïcs puissent communier sous les deux espèces et s'est exprimé en faveur du mariage des prêtres. Un grand nombre d'évêques ont écrit au pape qu'il était dangereux et qu'il devait quitter le concile. Le pape a demandé à l'empereur de le rappeler, ce qui a été fait. L'empereur l'a nommé comme nommé évêque de Pécs. Dudith est allé en Pologne en 1565 comme ambassadeur de Maximilien II de Habsbourg. Il s'y est marié en secret avec Regina Strazzi, dame d'honneur de la reine de Pologne, et a démissionné de son siège, en devenant protestant, en 1567. L'empereur a continué à le protéger, mais Rome l'a excommunié et l'a condamné comme hérétique.
En Pologne, il a commencé à sympathiser avec les antitrinitaires Sociniens de la Petite Église polonaise. Bien qu'il ne se soit jamais déclaré officiellement comme un Unitarien, certains chercheurs le présentent comme un des penseurs anti-trinitaires.
Après l'élection d'Étienne Báthory comme roi de Pologne, en 1576, Dudith a quitté Cracovie et s'est rendu à Wrocław et plus tard en Moravie, où il a soutenu les frères Bohémiens.
Dudith a entretenu une correspondance avec des antitrinitaires célèbres tels que Giorgio Blandrata, Jacob Palaeologus et Fausto Sozzini. L'historien Mihály Balázs affirme que Jacob Palaeologus vivait à Cracovie dans la maison de Dudith et partait de là pour la Transylvanie. Les théories de Blandrata, Sozzini et Ferenc Dávid ont eu une grande influence sur lui, néanmoins il est toujours resté attaché à l'humanisme d'Erasme qui a condamné l'intolérance religieuse, qu'elle soit due aux protestants ou aux catholiques.
En 1579, ayant perdu sa femme qui lui avait donné trois enfants, il s'est remarié Elisabeth Sborowits, d'une famille noble polonaise, veuve du comte Jean Tarnow.
Dudith est mort en 1589 à Wrocław et a été enterré dans l'église luthérienne Saint-Elizabeth.

## Publication
- (la) De Cometis Dissertationes Novae Clariss. Virorum Thomas Erasti, Andreas Dudithij, Marcello Squarcialupi, Symon Grynaei, 1580 (lire en ligne)
- (la) Andreas Dudithius, Orationes duae in sacrosancto oecumenico Concilio Tridentino habitae à Andrea Duditio Sbardellato, episcopo Tininien, Venise, 1562
- (la) Andreas Dudithius, Epistulae, Pars I, 1554-1567, Akadémiai Kiadó, Budapest (Bibliotheca scriptorum medii recentisque aevorum, tome XIII-1), 1992,  (ISBN 978-963055736-8)
- (la) Andreas Dudithius, Epistulae, Pars II, 1568-1573, Akadémiai Kiadó, Budapest (Bibliotheca scriptorum medii recentisque aevorum, tome XIII-2), 1995,  (ISBN 978-963446014-5)
- (la) Andreas Dudithius, Epistulae, Pars III, 1574, Akadémiai Kiadó, Budapest (Bibliotheca scriptorum medii recentisque aevorum, tome XIII-3), 2000,  (ISBN 978-963446064-0)
- (la) Andreas Dudithius, Epistulae, Pars IV, 1575, Akadémiai Kiadó, Budapest (Bibliotheca scriptorum medii recentisque aevorum, tome XIII-4), 1998
- (la) Andreas Dudithius, Epistulae, Pars V, 1576, Akadémiai Kiadó, Budapest (Bibliotheca scriptorum medii recentisque aevorum, tome XIII-5), 2005,  (ISBN 963446328-2)
- (la) Andreas Dudithius, Epistulae, Pars VI, 1577-1580, Akadémiai Kiadó, Budapest (Bibliotheca scriptorum medii recentisque aevorum, tome XIII-6), 2002,  (ISBN 9634463282)
- (la) Andreas Dudithius, Ad Iohannem Lasicivm equitem Polonum : In qua De Divina Triade Dispvtatvr, Cracovie, 1590

Traduction de :
- (la) Dionysii Halicarnassei, De Thucydidis historia iudicium, Paolo Manuzio, Venise, 1560

## Sources
- (en) Cet article est partiellement ou en totalité issu de l’article de Wikipédia en anglais intitulé « Andreas_Dudith » (voir la liste des auteurs).